# Parma Associazione Calcio 1994-1995
Questa voce raccoglie le informazioni riguardanti il Parma Associazione Calcio nelle competizioni ufficiali della stagione 1994-1995.

## Stagione

La festa della squadra per la vittoria della Coppa UEFA 1994-1995

Il campionato 1994-95, il primo ad assegnare tre punti per la vittoria e non più due, fu segnato dal duello tra il Parma e la nuova Juventus di Lippi. I ducali furono in testa per le prime giornate, subendo in seguito la rimonta dei bianconeri: la squadra emiliana perse entrambi gli scontri diretti che, di fatto, decisero le sorti del campionato riportando lo scudetto a Torino dopo nove anni. La rivalità con la Juventus segnò anche le coppe, con i torinesi che incamerarono la Coppa Italia grazie a due vittorie; in Coppa UEFA furono invece i gialloblu a imporsi in finale, vincendo l'andata e pareggiando il ritorno.

## Divise e sponsor
| Casa | Trasferta |

## Organigramma societario
Area direttiva
- Presidente: Giorgio Pedraneschi
- Direttore generale: Giambattista Pastorello

Area comunicazione
- Relazioni esterne e ufficio stampa: Giorgio Gandolfi

Area organizzativa
- Segretario generale: Renzo Ongaro

Area tecnica
- Allenatore: Nevio Scala

## Rosa
| N. |                       | Ruolo | Calciatore                 |
| -- | --------------------- | ----- | -------------------------- |
|    | Italia (bandiera)     | P     | Rocco Bacchini             |
|    | Italia (bandiera)     | P     | Luca Bucci                 |
|    | Italia (bandiera)     | P     | Giovanni Galli             |
|    | Italia (bandiera)     | D     | Luigi Apolloni             |
|    | Italia (bandiera)     | D     | Antonio Benarrivo          |
|    | Italia (bandiera)     | D     | Marcello Castellini        |
|    | Italia (bandiera)     | D     | Gianfranco Circati         |
|    | Portogallo (bandiera) | D     | Fernando Couto             |
|    | Italia (bandiera)     | D     | Alberto Di Chiara          |
|    | Italia (bandiera)     | D     | Gianluca Falsini           |
|    | Italia (bandiera)     | D     | Gianluca Franchini         |
|    | Italia (bandiera)     | D     | Lorenzo Minotti (capitano) |
|    | Italia (bandiera)     | D     | Roberto Mussi              |
|    | Italia (bandiera)     | D     | Diego Pellegrini           |
|    | Argentina (bandiera)  | D     | Néstor Sensini             |

| N. |                     | Ruolo | Calciatore           |
| -- | ------------------- | ----- | -------------------- |
|    | Italia (bandiera)   | D     | Massimo Susic        |
|    | Italia (bandiera)   | C     | Dino Baggio          |
|    | Italia (bandiera)   | C     | Raffaele Camera      |
|    | Italia (bandiera)   | C     | Mario Massimo Caruso |
|    | Italia (bandiera)   | C     | Massimo Crippa       |
|    | Italia (bandiera)   | C     | Stefano Fiore        |
|    | Italia (bandiera)   | C     | Gianluca Hervatin    |
|    | Italia (bandiera)   | C     | Roberto Magnani      |
|    | Italia (bandiera)   | C     | Gabriele Pin         |
|    | Colombia (bandiera) | A     | Faustino Asprilla    |
|    | Italia (bandiera)   | A     | Marco Branca         |
|    | Svezia (bandiera)   | A     | Tomas Brolin         |
|    | Italia (bandiera)   | A     | Mario Lemme          |
|    | Italia (bandiera)   | A     | Gianfranco Zola      |

## Risultati

### Serie A

#### Girone di andata
| Arbitro: | Bazzoli (Merano) |

|                    |           |  |
| Couto 20’ Zola 60’ | Marcatori |  |

| Arbitro: | Cinciripini (Ascoli Piceno) |

|  |           |                              |
|  | Marcatori | 9’ Minotti 28’, 55’ Asprilla |

| Arbitro: | Brignoccoli (Ancona) |

|                      |           |              |
| Couto 30’ Baggio 45’ | Marcatori | 56’ Oliveira |

| Arbitro: | Trentalange (Torino) |

|                  |           |                 |
| Signori 26’, 84’ | Marcatori | 76’, 80’ Branca |

| Arbitro: | Pellegrino (Barcellona Pozzo di Gotto) |

|                            |           |  |
| Zola 57’ Branca 83’ (rig.) | Marcatori |  |

| Arbitro: | Beschin (Legnago) |

|                                            |           |          |
| Maspero 75’ (rig.), 81’ (rig.) Mancini 87’ | Marcatori | 43’ Zola |

| Arbitro: | Bettin (Padova) |

|                              |           |           |
| Baggio 61’ Branca 79’ (rig.) | Marcatori | 15’ Futre |

| Arbitro: | Stafoggia (Pesaro) |

|          |           |  |
| Zola 89’ | Marcatori |  |

| Arbitro: | Ceccarini (Livorno) |

|             |           |            |
| Massaro 29’ | Marcatori | 74’ Crippa |

| Arbitro: | Cesari (Genova) |

|                      |           |  |
| Baggio 89’ Couto 90’ | Marcatori |  |

| Arbitro: | Pairetto (Torino) |

|                       |           |            |
| Rubén Sosa 24’ (rig.) | Marcatori | 61’ Branca |

| Arbitro: | Borriello (Mantova) |

|                                     |           |  |
| Crippa 45’ Zola 59’, 65’ Baggio 85’ | Marcatori |  |

| Genova 11 dicembre 1994 13ª giornata | Genoa           | 0 – 0 referto | Parma | Stadio Luigi Ferraris\| Arbitro: \| Boggi (Salerno) \| |
| Arbitro:                             | Boggi (Salerno) |               |       |                                                        |

| Arbitro: | Stafoggia (Pesaro) |

|               |           |                     |
| Tovalieri 20’ | Marcatori | 12’ Zola 67’ Crippa |

| Arbitro: | Ceccarini (Livorno) |

|            |           |                                           |
| Baggio 57’ | Marcatori | 61’ Paulo Sousa 70’, 74’ (rig.) Ravanelli |

| Arbitro: | Bazzoli (Merano) |

|              |           |         |
| Batistuta 9’ | Marcatori | 67’ Pin |

| Arbitro: | Bolognino (Milano) |

|                             |           |  |
| Asprilla 4’ Zola 50’ (rig.) | Marcatori |  |

#### Girone di ritorno
| Arbitro: | Amendolia (Messina) |

|                   |           |                 |
| Chiesa 73’ (rig.) | Marcatori | 48’ (rig.) Zola |

| Arbitro: | Pellegrino (Barcellona Pozzo di Gotto) |

|          |           |  |
| Zola 72’ | Marcatori |  |

| Arbitro: | Nicchi (Arezzo) |

|                          |           |  |
| Berretta 6’ Oliveira 15’ | Marcatori |  |

| Arbitro: | Collina (Viareggio) |

|                   |           |  |
| Asprilla 11’, 52’ | Marcatori |  |

| Arbitro: | Cesari (Genova) |

|  |           |                     |
|  | Marcatori | 32’ Zola 88’ Baggio |

| Arbitro: | Bazzoli (Merano) |

|                            |           |                                |
| Zola 19’, 75’ Asprilla 22’ | Marcatori | 55’ (rig.) Lombardo 64’ Gullit |

| Arbitro: | Treossi (Forlì) |

|                                  |           |                       |
| Esposito 14’ Apolloni 67’ (aut.) | Marcatori | 25’ Couto 39’ Minotti |

| Arbitro: | Collina (Viareggio) |

|           |           |  |
| Balbo 23’ | Marcatori |  |

| Arbitro: | Stafoggia (Pesaro) |

|                             |           |                                   |
| Zola 41’ (rig.), 84’ (rig.) | Marcatori | 3’ Lentini 14’ (rig.), 53’ Simone |

| Foggia 14 aprile 1995 27ª giornata | Foggia                | 0 – 0 referto | Parma | Stadio Pino Zaccheria\| Arbitro: \| Racalbuto (Gallarate) \| |
| Arbitro:                           | Racalbuto (Gallarate) |               |       |                                                              |

| Arbitro: | Nicchi (Arezzo) |

|                           |           |  |
| Sensini 54’, 82’ Zola 74’ | Marcatori |  |

| Arbitro: | Beschin (Legnago) |

|          |           |                     |
| Neri 66’ | Marcatori | 7’, 77’ (rig.) Zola |

| Parma 7 maggio 1995 30ª giornata | Parma           | 0 – 0 referto | Genoa | Stadio Ennio Tardini\| Arbitro: \| Braschi (Prato) \| |
| Arbitro:                         | Braschi (Prato) |               |       |                                                       |

| Arbitro: | Boggi (Salerno) |

|           |           |  |
| Fiore 14’ | Marcatori |  |

| Arbitro: | Ceccarini (Livorno) |

|                                                           |           |  |
| Ravanelli 11’, 78’ (rig.) Deschamps 37’ Vialli 64’ (rig.) | Marcatori |  |

| Arbitro: | Racalbuto (Gallarate) |

|                                 |           |  |
| Branca 75’, 84’ Zola 80’ (rig.) | Marcatori |  |

| Arbitro: | Cinciripini (Ascoli Piceno) |

|                     |           |  |
| Agostini 24’ (rig.) | Marcatori |  |

### Coppa Italia

#### Turni preliminari
| Arbitro: | Rodomonti (Teramo) |

|                               |           |  |
| Zola 15’ Branca 16’, 19’, 26’ | Marcatori |  |

| Arbitro: | Arena (Ercolano) |

|                |           |  |
| Pin 40’ (aut.) | Marcatori |  |

| Arbitro: | Bazzoli (Merano) |

|                      |           |  |
| Baggio 10’ Couto 42’ | Marcatori |  |

| Arbitro: | Boggi (Agropoli) |

|            |           |             |
| Valdés 90’ | Marcatori | 90’ Sensini |

#### Fase finale
| Arbitro: | Trentalange (Torino) |

|                     |           |  |
| Zola 45’ Branca 52’ | Marcatori |  |

| Arbitro: | Cinciripini (Ascoli Piceno) |

|                    |           |                     |
| Sensini 58’ (aut.) | Marcatori | 49’ Zola 70’ Branca |

| Arbitro: | Pairetto (Nichelino) |

|               |           |           |
| Di Biagio 31’ | Marcatori | 58’ Couto |

| Arbitro: | Quartuccio (Torre Annunziata) |

|                                 |           |              |
| Minotti 45’ Branca 63’ Zola 80’ | Marcatori | 42’ Mandelli |

| Arbitro: | Amendolia (Messina) |

|             |           |  |
| Porrini 10’ | Marcatori |  |

| Arbitro: | Collina (Viareggio) |

|  |           |                           |
|  | Marcatori | 26’ Ravanelli 54’ Porrini |

### Coppa UEFA
| Arbitro: | Levnikov |

|              |           |  |
| Gillhaus 50’ | Marcatori |  |

| Arbitro: | Weber |

|               |           |  |
| Zola 23’, 72’ | Marcatori |  |

| Arbitro: | Ashby |

|  |           |            |
|  | Marcatori | 73’ Crippa |

| Arbitro: | Kelly |

|                 |           |  |
| Minotti 5’, 15’ | Marcatori |  |

| Arbitro: | Karlsson |

|             |           |  |
| Ziganda 49’ | Marcatori |  |

| Arbitro: | Elleray |

|                                    |           |                              |
| Zola 22’ Baggio 29’, 49’ Couto 64’ | Marcatori | 57’ Óscar Vales 76’ Guerrero |

| Arbitro: | Pedersen |

|                 |           |  |
| Zola 45’ (rig.) | Marcatori |  |

| Odense 14 marzo 1995 Quarti di finale - Ritorno | Odense | 0 – 0 referto | Parma | Fiona Park (13000 spett.)\| Arbitro: \| Uzunov \| |
| Arbitro:                                        | Uzunov |               |       |                                                   |

| Arbitro: | Vega |

|                  |           |                         |
| Paulo Sérgio 21’ | Marcatori | 48’ Baggio 51’ Asprilla |

| Arbitro: | Goethals |

|                           |           |  |
| Asprilla 4’, 55’ Zola 67’ | Marcatori |  |

| Arbitro: | Nieto |

|           |           |  |
| Baggio 5’ | Marcatori |  |

| Arbitro: | Wijngaert |

|            |           |            |
| Vialli 33’ | Marcatori | 54’ Baggio |

## Statistiche

### Statistiche di squadra
Statistiche aggiornate all'11 giugno 1995.
| Competizione | Punti | In casa | In casa | In casa | In casa | In casa | In casa | In trasferta | In trasferta | In trasferta | In trasferta | In trasferta | In trasferta | Totale | Totale | Totale | Totale | Totale | Totale | DR  |
| Competizione | Punti | G       | V       | N       | P       | Gf      | Gs      | G            | V            | N            | P            | Gf           | Gs           | G      | V      | N      | P      | Gf     | Gs     | DR  |
| ------------ | ----- | ------- | ------- | ------- | ------- | ------- | ------- | ------------ | ------------ | ------------ | ------------ | ------------ | ------------ | ------ | ------ | ------ | ------ | ------ | ------ | --- |
| Serie A      | 63    | 17      | 14      | 1       | 2       | 33      | 10      | 17           | 4            | 8            | 5            | 18           | 21           | 34     | 18     | 9      | 7      | 51     | 31     | +20 |
| Coppa Italia | -     | 5       | 4       | 0       | 1       | 11      | 3       | 5            | 1            | 2            | 2            | 4            | 5            | 10     | 5      | 2      | 3      | 15     | 8      | +7  |
| Coppa UEFA   | -     | 6       | 6       | 0       | 0       | 13      | 2       | 6            | 2            | 2            | 2            | 4            | 4            | 12     | 8      | 2      | 2      | 17     | 6      | +11 |
| Totale       | -     | 28      | 24      | 1       | 3       | 57      | 15      | 28           | 7            | 12           | 9            | 26           | 30           | 56     | 31     | 13     | 12     | 83     | 45     | +38 |

### Statistiche dei giocatori
| Giocatore         | Serie A  | Serie A | Serie A     | Serie A    | Coppa Italia | Coppa Italia | Coppa Italia | Coppa Italia | Coppa UEFA | Coppa UEFA | Coppa UEFA  | Coppa UEFA | Totale   | Totale | Totale      | Totale     |
| Giocatore         | Presenze | Reti    | Ammonizioni | Espulsioni | Presenze     | Reti         | Ammonizioni  | Espulsioni   | Presenze   | Reti       | Ammonizioni | Espulsioni | Presenze | Reti   | Ammonizioni | Espulsioni |
| ----------------- | -------- | ------- | ----------- | ---------- | ------------ | ------------ | ------------ | ------------ | ---------- | ---------- | ----------- | ---------- | -------- | ------ | ----------- | ---------- |
| L. Apolloni       | 29       | 0       | ?           | ?          | 7            | 0            | ?            | ?            | 9          | 0          | ?           | ?          | 45       | 0      | ?           | ?          |
| F. Asprilla       | 25       | 6       | ?           | ?          | 7            | 0            | ?            | ?            | 8          | 4          | ?           | ?          | 40       | 10     | ?           | ?          |
| D. Baggio         | 31       | 6       | ?           | ?          | 7            | 1            | ?            | ?            | 11         | 5          | ?           | ?          | 49       | 12     | ?           | ?          |
| A. Benarrivo      | 17       | 0       | ?           | ?          | 2            | 0            | ?            | ?            | 5          | 0          | ?           | ?          | 24       | 0      | ?           | ?          |
| M. Branca         | 25       | 7       | ?           | ?          | 8            | 6            | ?            | ?            | 7          | 0          | ?           | ?          | 40       | 13     | ?           | ?          |
| T. Brolin         | 11       | 0       | ?           | ?          | 1            | 0            | ?            | ?            | 4          | 0          | ?           | ?          | 16       | 0      | ?           | ?          |
| L. Bucci          | 30       | -25     | ?           | ?          | 3            | -4           | ?            | ?            | 12         | -6         | ?           | ?          | 45       | -35    | ?           | ?          |
| M. Caruso         | 2        | 0       | ?           | ?          | 2            | 0            | ?            | ?            | 1          | 0          | ?           | ?          | 5        | 0      | ?           | ?          |
| M. Castellini     | 8        | 0       | ?           | ?          | 4            | 0            | ?            | ?            | 7          | 0          | ?           | ?          | 19       | 0      | ?           | ?          |
| M. Crippa         | 31       | 3       | ?           | ?          | 9            | 0            | ?            | ?            | 8          | 1          | ?           | ?          | 48       | 4      | ?           | ?          |
| A. Di Chiara (II) | 30       | 0       | ?           | ?          | 8            | 0            | ?            | ?            | 10         | 0          | ?           | ?          | 48       | 0      | ?           | ?          |
| Fernando Couto    | 27       | 4       | ?           | ?          | 9            | 2            | ?            | ?            | 8          | 1          | ?           | ?          | 44       | 7      | ?           | ?          |
| S. Fiore          | 8        | 1       | ?           | ?          | 6            | 0            | ?            | ?            | 6          | 0          | ?           | ?          | 20       | 1      | ?           | ?          |
| G. Franchini      | -        | -       | -           | -          | -            | -            | -            | -            | 1          | 0          | ?           | ?          | 1        | 0      | 0+          | 0+         |
| G. Galli          | 10       | -6      | ?           | ?          | 7            | -4           | ?            | ?            | -          | -          | -           | -          | 17       | -10    | 0+          | 0+         |
| G. Hervatin       | -        | -       | -           | -          | 1            | 0            | ?            | ?            | -          | -          | -           | -          | 1        | 0      | 0+          | 0+         |
| M. Lemme          | -        | -       | -           | -          | 1            | 0            | ?            | ?            | 1          | 0          | ?           | ?          | 2        | 0      | 0+          | 0+         |
| R. Magnani        | 1        | 0       | ?           | ?          | -            | -            | -            | -            | -          | -          | -           | -          | 1        | 0      | 0+          | 0+         |
| L. Minotti        | 33       | 2       | ?           | ?          | 10           | 1            | ?            | ?            | 11         | 2          | ?           | ?          | 54       | 5      | ?           | ?          |
| R. Mussi          | 28       | 0       | ?           | ?          | 8            | 0            | ?            | ?            | 7          | 0          | ?           | ?          | 43       | 0      | ?           | ?          |
| D. Pellegrini     | 1        | 0       | ?           | ?          | 2            | 0            | ?            | ?            | -          | -          | -           | -          | 3        | 0      | 0+          | 0+         |
| G. Pin            | 23       | 1       | ?           | ?          | 8            | 0            | ?            | ?            | 10         | 0          | ?           | ?          | 41       | 1      | ?           | ?          |
| N. Sensini        | 24       | 2       | ?           | ?          | 8            | 1            | ?            | ?            | 10         | 0          | ?           | ?          | 42       | 3      | ?           | ?          |
| M. Susic          | 9        | 0       | ?           | ?          | 4            | 0            | ?            | ?            | 5          | 0          | ?           | ?          | 18       | 0      | ?           | ?          |
| G. Zola           | 32       | 19      | ?           | ?          | 7            | 4            | ?            | ?            | 12         | 4          | ?           | ?          | 51       | 27     | ?           | ?          |